# Будай Ігор Михайлович
Будай Ігор Михайлович (нар. 7 липня 1963 — пом. 27 вересня 1996) — капітан Збройних Сил Російської Федерації, учасник війни в Таджикистані. Герой Росії (1996).

## Життєпис
Народився 7 липня 1963 року в селі Верхньодорожному Миколаївського району Львівської області.
У 1982 році був призваний на службу в Збройні Сили СРСР. Закінчив Саратовське військове авіаційне училище льотчиків в 1987 році, після чого служив старшим льотчиком-штурманом вертольота Мі-8 в вертолітних частинах Прибалтійського прикордонного округу, з вересня 1992 року — штурманом ланки в Північно-Західному прикордонному окрузі.
У вересні 1996 року Будай прибув у відрядження в Таджикистан. Брав участь у бойових діях на таджико-афганському кордоні.
27 вересня 1996 року під час бойового вильоту був важко поранений. Від отриманих поранень помер у повітрі.
Похований у селі Дроговиж Миколаївського району Львівської області.

## Нагороди
Указом Президента Російської Федерації № 1679 від 14 грудня 1996 року за «мужність і героїзм, виявлені при виконанні військового обов'язку», капітан Будай Ігор Михайлович удостоєний звання Героя Російської Федерації (посмертно).
Також був нагороджений низкою медалей.